# Pacific F2000
De Pacific F2000 is een Formule Ford kampioenschap in het westen van de Verenigde Staten. In deze klasse mogen alleen Formule Ford 2000 auto's meedoen. De klasse bestaat sinds 2005. Dit is een opstapklasse voor mensen die van karting komen.

## Kampioenen
- 2004 − Brad Jaeger
- 2005 − Mike Forest
- 2006 − Robert Podlesni
- 2007 − Patrick Barrett
- 2008 − Jeff Westphal
- 2009 − Robert Podlesni
- 2010 − Scott Rarick
- 2011 − Conner Ford
- 2012 − Bobby Kelley
- 2013 − Bob Negron
- 2014 − Andrew Evans
- 2015 − Tom Hope
- 2016 − Tim de Silva
- 2017 − Mitch Egner
- 2018 − Jason Reichert
- 2019 − Jason Reichert
- 2020 − Tom Hope
- 2021 − Robert Armington
- 2022 − Troy Shooter

## Websites
- Pacific 2000 Racing